# بنو برزال
بنو برزال قبيلة أمازيغية من الفرع الزناتي، كان لهم دور كبير في التاريخ الأندلسي انتقل جزء منهم إلى الأندلس أيام الخليفة الحكم المستنصر بالله وبمساعدته و كان لهم دور في عهد الحاجب المنصور الذي اتخذهم أهلا لدولته وولاهم ولاية قرمونة و استقر بهم الحكم هناك في عهد الدولة العامرية وما بعدها ، من أعلامهم جعفر بن حمدون الأندلسي .

## مواطنهم
تقع مواطن قبيلة بني برزال البربرية في منطقة المسيلة وما حولها بقرب جبل السلات ببلاد الزاب من المغرب الأوسط في الجزائر الحالية.

## تاريخهم

### في المغرب الأوسط
كان بنو برزال يتبعون إلى المذهب الإباضي أيام الدولة الرستمية ، وبعد نشأة الدولة الفاطمية بدعوة أبو عبد الله الشيعي في كتامة بالقرب من ديارهم في المغرب الأوسط ، فقام عبيد الله المهدي ببناء مدينة المحمدية بالمسيلة وولى عليها وعلى الزاب كله أبا الحسن علي بن حمدون من بني برزال والذي توارث الملك من بعده أبناؤه ، دخل بنو برزال في حلف مع أبي زيد يخلف بن كيداد اليفرني الزناتي ، والذي ثار ضد الفاطميين فطاردوه حتى لجأ إلى جبل سالات بمناطق بني برزال ثم استسلم بعدها وقتل.
ولي علي بن حمدون ثم جاء ابنه جعفر وضلت في يده المسيلة حتى قام زيري بن مناد الصنهاجي الوالي الصنهاجي لدى الفاطميين على المغرب الأوسط بقتل أحد أصحاب جعفر بن حمدون وتهدده بالقتل بعد أن تحول جعفر وحاضرته بولائه للأمويين بالأندلس ، فنشبت معركة بينه وبين زيري بن مناد الصنهاجي والذي قتل فيها الأخير ونقل رأسه إلى الحكم المستنصر بالله ففرح بذلك ، انتقل جعفر بن حمدون فارس بني برزال إلى الأندلس وصار من قادة وفرسان الخلافة الأموية ، ثم بعد شدة وطأت الدولة الزيرية على بني برزال و زناتة عموما في المغرب الأوسط طالبه كثير من أبناء قبيلته أن يجيزوا معه إلى العدوة الأندلسية فانتقل عدد منهم إلى الأندلس وصاروا يشكلون كتيبة فرسان الخلافة هناك.

### بعد وفاة الحكم المستنصر بالله
بعد وفاة الحكم المستنصر بالله ولي بعده ابنه الصبي هشام بمكيدة من الحاجب المنصور ، فكان المنصور صاحب الدولة والآمر الناهي فيها اتخذ المنصور عصبته من الأمازيغ وكان من بينهم بنو برزال الذين ساندوه في كل خططه وتدبيراته بل كان يعتمد عليهم في أعماله وولاياته على البلاد بالأندلس وأصبحوا ذوو شوكة فيها وقوة ، فولى أحدهم وهو إسحاق على ولاية قرمونة وبقي فيها هو وبنوه طيلة حكم دولة بني عامر بالأندلس .

## قائمة الحكام
- عبد الله بن إسحاق البرزالي: 1012 - 1023م.
- محمد بن عبد الله البرزالي: 1023 - 1042م.
- إسحاق بن محمد البرزالي: 1042 - 1052م.
- العزيز بن محمد البرزالي: 1052 - 1066م.